# Marienschule Opladen
Die Marienschule Opladen ist ein privates römisch-katholisches Gymnasium in Leverkusen-Opladen in Trägerschaft der Erzdiözese Köln.

## Geschichte

Die Marienschule um 1880

Die Schule wurde 1866 gegründet, als Stephan Josef Krey, Pfarrer an St. Remigius in Opladen und Dechant des Dekanats Solingen, Ordensschwestern vom Orden der Armen Dienstmägde Jesu Christi nach Opladen berief, um in einem Gebäude in der Altstadtstraße Unterricht für Mädchen zu erteilen und ein Internat zu betreiben.
1868 wurde ein Neubau für die Schule errichtet. Krey vermachte die Schule der Pfarrgemeinde; diese durfte die Erbschaft nach Kreys Tod 1873 infolge des beginnenden Kulturkampfes nicht antreten. Sie wurde zunächst von Pfarrer Junkers, dem Nachfolger Kreys, erworben. 1876 musste der Schulbetrieb sogar zeitweise ganz eingestellt werden. 1888 übernahmen die Schwestern den Schulbetrieb, 1891 auch die Krankenpflege im neu eröffneten Krankenhaus St. Josef gegenüber der Schule (heute Remigius-Krankenhaus). 1897 ging die Schule mit dem Tode Junkers an die Pfarrei St. Remigius über.
1909 wurde die Schule in ein Lyzeum umgewandelt. 1910 wurde ein großer Neubau errichtet. Nachdem 1924 eine Handelsschule für Mädchen eingerichtet wurde, wurde die Schule 1927 zum Oberlyzeum (Mädchengymnasium). Noch 1929 und 1930 kam es zu größeren Um- und Erweiterungsbauten.
Mit Beginn der nationalsozialistischen Herrschaft wurden die Zuschüsse der Stadt an die Schule gestrichen. Die Schülerzahl ging von zuletzt etwa 400 Schülerinnen stetig zurück, seit 1937 durften keine neuen Schülerinnen mehr aufgenommen werden. 1938 wurde die Handelsschule geschlossen, 1940 schließlich auch der Rest der Schule. Im Gebäude der Marienschule wurde eine städtische Schule eingerichtet.
Nach dem Zweiten Weltkrieg wurde die Schule trotz schwerer Schäden durch einen Bombenangriff am 28. Dezember 1944 bereits im Oktober 1945 wiedereröffnet und wuchs in der Folgezeit stetig. Der Internatsbetrieb wurde 1970 eingestellt. Seit 1975 wurden auch Jungen (Koedukation) unterrichtet. Im gleichen Jahr wurde ein moderner Erweiterungsbau eröffnet. 1998 und 2002 wurden wiederum Umbauten vorgenommen. 2007 wurde eine neue Turnhalle eröffnet.
Nachdem sich die Ordensschwestern aus dem Schulbetrieb zurückgezogen hatten, übernahm das Erzbistum Köln die Trägerschaft zum 1. August 1996.

## Heute

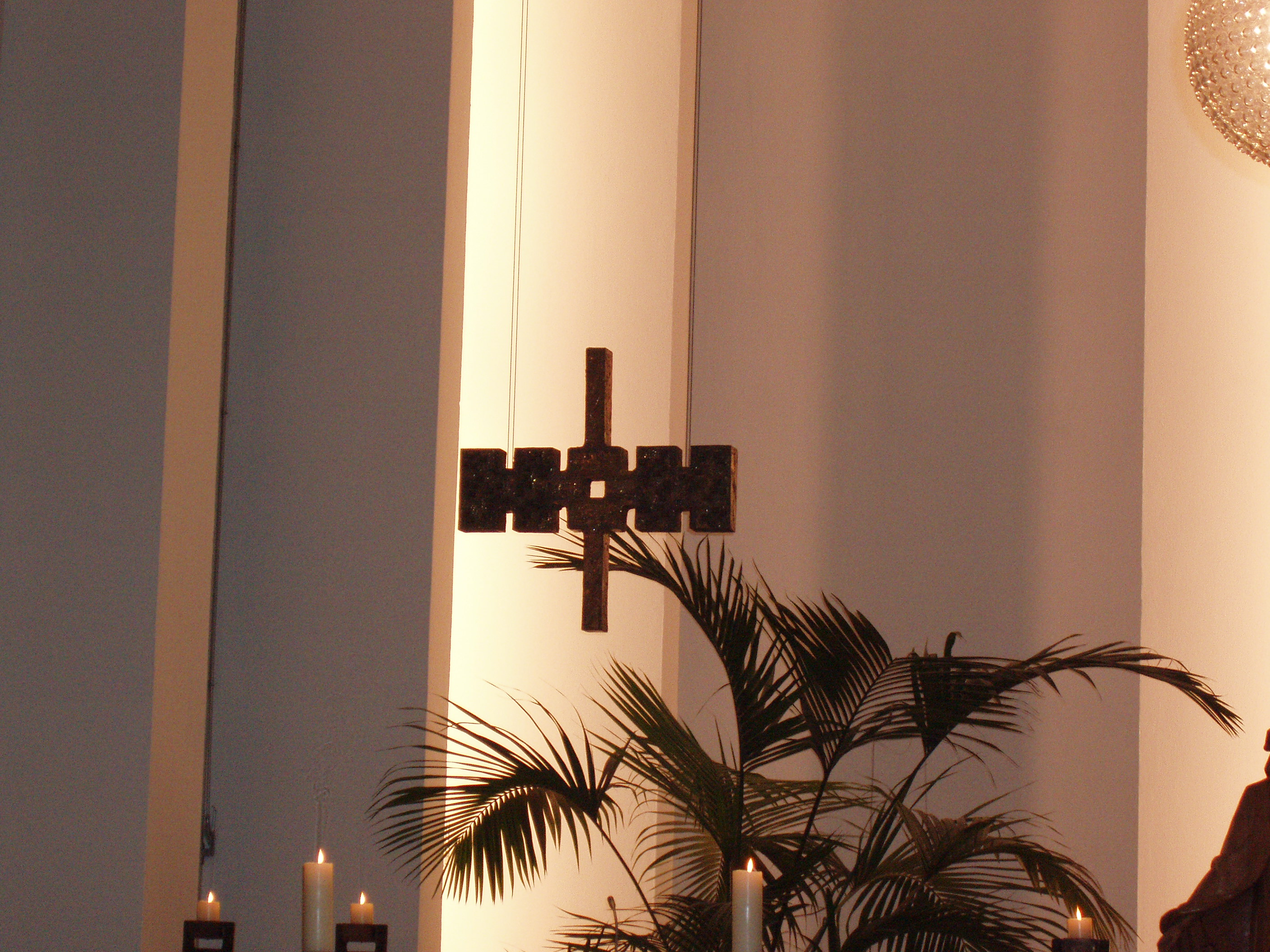
Kreuz in der Schulkapelle

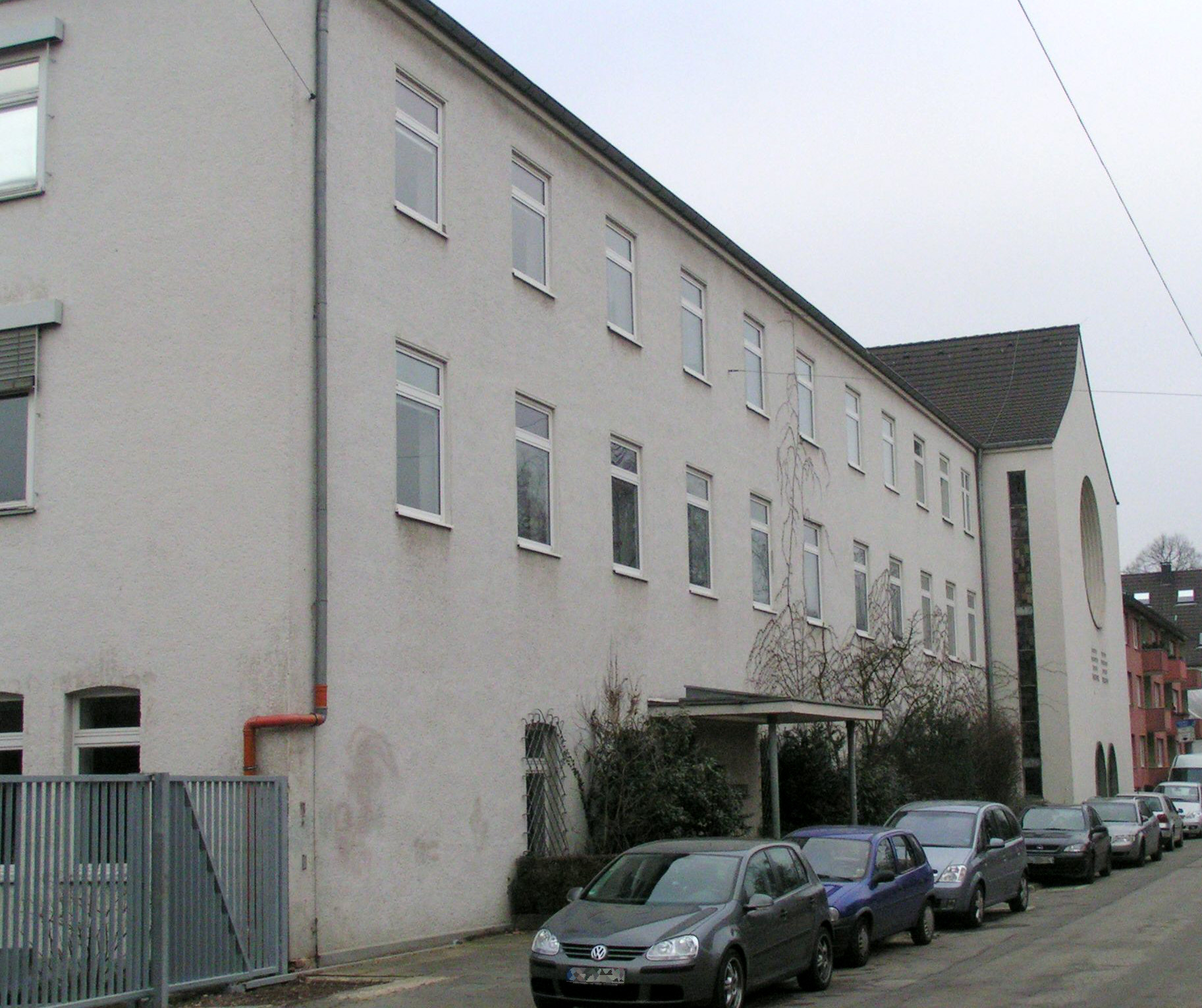
Altbau der Marienschule im Jahr 2007; im Hintergrund die Kapelle

In der Marienschule werden etwa 1000 Schüler unterrichtet. Sie ist damit nach dem Landrat-Lucas-Gymnasium das zweitgrößte Gymnasium im Stadtteil Opladen. Das Abitur kann nach der Jahrgangsstufe 12 abgelegt werden.
Die Schule unterhält Partnerschaften mit Schulen in Frankreich, Polen, Chile und England. Nicht-katholische Schüler werden nur entsprechend begrenzter Quoten aufgenommen.

## Bekannte Lehrkräfte und Schüler
- Bertha Middelhauve (1893–1988), Leverkusener Stadträtin, Förderin des Museums Schloss Morsbroich
- Edmund Dillinger (1935–2022), Religionslehrer von 1972 bis 1979
- Herbert Reul (* 1952), Politiker (CDU), Innenminister von Nordrhein-Westfalen[3]
- Nyke Slawik (* 1994), Politikerin (Bündnis 90/Die Grünen)